# 青阳辣椒

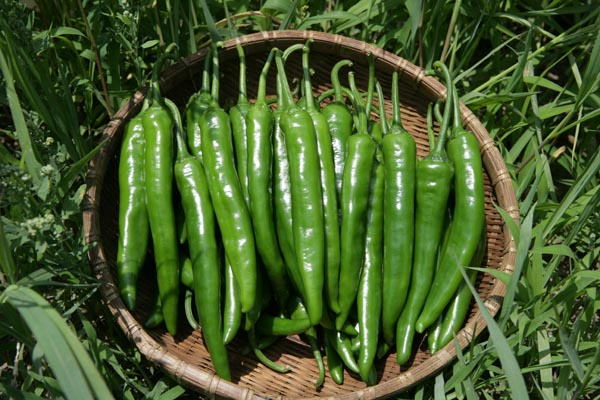
一籃青陽辣椒

青阳辣椒（韓語：청양고추）是韩国培育的一种辣椒，外表为绿色，细长且尖。相比于一般的韩国辣椒，青阳辣椒較辣，其辣度约为10000史高维尔单位（一般韩国辣椒约1500史高维尔单位）。
青阳辣椒是1983年由韩国中央种苗的柳一雄（韓語：유일웅）为提取辣椒素，杂交泰国辣椒及济州岛辣椒培育而成，取培育地庆尚北道英阳郡与青松郡各一字得名。然而此名称遭忠清南道青阳郡抢夺，以至于如今很多人已不知此辣椒本是在英阳郡及青松郡培育得来。